# Koninklijke Minerva Korfbal Club
Kon. Minerva KC, kortweg KMKC, is een Belgische korfbalclub uit Berchem.

## Geschiedenis
De club werd opgericht door toenmalig auto- en motorfietsfabrikant Minerva op 1 januari 1922 en ingeschreven in de Belgische Korfbalbond op 22 januari 1922. De club draagt stamnummer 13. Initieel konden enkel werknemers van het bedrijf lid worden van de club. Voorzitter van de prille ploeg was Henri de Jong.
De clubtenue bestond uit een grijze trui met bordeauxkraag en mouwomslag. Dit werd aangevuld met een zwarte rok (dames) of broek (heren) en kousen. Na het faillissement van Minerva veranderde de clubkleuren om een onduidelijke reden naar het huidige blauwe shirt met witbovenstuk en zwarte broek/rok.
In 2006 fusioneerde de club met Kon. Berchem KC. De clubnaam Minerva bleef echter behouden.

## Palmares
| Aantal | Titel                | Editie |
| ------ | -------------------- | ------ |
| 1x     | Landskampioen (veld) | 1942   |

## Bekende (ex-)spelers
- Jens Oyen